# Syd Field

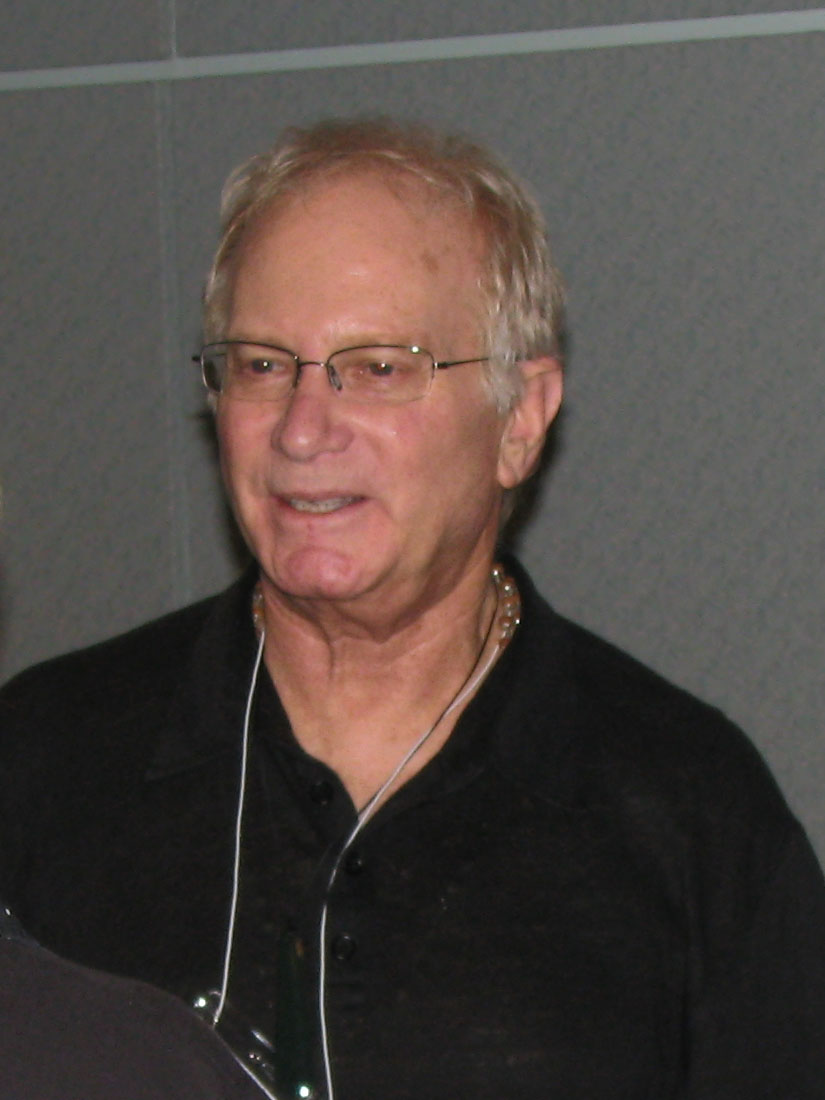

Syd Field (Hollywood, 19 de dezembro de 1935 - Beverly Hills, 17 de novembro de 2013) foi roteirista estadunidense, produtor, professor e conferencista internacional.
Foi autor de diversos livros sobre o assunto, alguns deles traduzidos para o português, sendo considerado um guru do roteiro cinematográfico e seu conceito formou diversos dos roteiristas mais populares da atualidade. Suas ideias sobre a estrutura de um roteiro atraente influenciaram os produtores de cinema de Hollywood. Entre 1963 e 1965, Field escreveu e produziu as séries televisivas Men in Crisis, Hollywood and the Stars, National Geographic e Jacques Cousteau Special. 
Syd Field lecionou nas disciplinas de produção de roteiro no curso de mestrado para profissionais da área na Universidade da Califórnia e foi um dos produtores do software  Final Draft, para formatação de roteiros. 

## O Paradigma
Sua maior contribuição para o cinema  comercial foi a definição de uma estrutura para os roteiros, que é chamada de Paradigma pelos profissionais do setor. Esse Paradigma define 120 páginas como extensão ideal para um roteiro, sendo que as páginas são formatadas de maneira tal que cada uma leva um minuto de filmagem. 
Segundo esse Paradigma , um filme deve ser formado por 3 atos: a Apresentação, a Confrontação e a Resolução. O primeiro ato, em que o protagonista é apresentado, deve ter a duração de 20 a 30 minutos e toma aproximadamente 1/4 do tempo do filme, terminando com um Ponto de Virada, ou seja, uma reviravolta, que dá início ao segundo ato. O Mid Point (Ponto Central) é uma cena que acontece mais ou menos na página 60 e muda a direção do segundo ato, que tem a duração aproximada de uma hora. O segundo ato termina com o Ponto de Virada 2, que introduz o desfecho da estória: a Resolução ou Desenlace. 
Syd Field foi, em algumas oportunidades, acusado de engessar a estrutura do filme, impedindo inovações. Mas alguns autores discordam disso, como Laura Esquivel, que disse: "Antes de conhecer Syd Field, eu me sentia presa à estrutura. O que aprendi com ele me libertou para poder me concentrar na história."  

## Falecimento
Faleceu em novembro de 2013 em sua casa localizada em Beverly Hills em decorrência de uma anemia hemolítica.

## Livros Publicados em Português
- Roteiro - Os Fundamentos do Roteirismo (1979)
- Manual do Roteiro (1982)
- Os Exercícios do Roteirista (1995)
- 4 Roteiros (1997)
- Como Resolver Problemas de Roteiro (1998)